# Kampfstaffel Feuerdrachen
Kampfstaffel Feuerdrachen (Originaltitel: Dragonfly Squadron) ist ein US-amerikanischer Kriegsfilm von Lesley Selander aus dem Jahr 1954. Er spielt in der Zeit kurz vor und während der Invasion Südkoreas durch nordkoreanische Truppen. In Deutschland hatte der Film am 19. Juli 1957 seine Kino-Premiere.

## Handlung
Im Mai 1950 wird Major Matt Brady nach Pusan in Südkorea versetzt. Dort soll er südkoreanische Piloten im Abwehrkampf trainieren. Auch die Luftunterstützung für den Fall, dass Amerikaner evakuiert werden müssen, wird geprobt. Colonel Schuller schickt Brady zusammen mit Captain MacIntyre zum Luftwaffenstützpunkt Kungju. Den amerikanischen Ausbildern bleiben 25 Tage, die südkoreanischen Piloten mit der US-Taktik vertraut zu machen.
Auf der Basis trifft Brady auf Donna Cottrell, mit der er eine Affäre hatte. Donnas Mann, der Rot-Kreuz-Arzt Dr. Stephen Cottrell, soll im Krieg gefallen sein. Als Donna herausfindet, dass Stephen lebt, – er wurde gefangen genommen und konnte fliehen – kehrt sie zu ihm zurück. Sie erzählt Matt, dass Stephen nicht mehr als Chirurg arbeiten kann, da seine Hände durch Folterungen schwer verletzt wurden. Sie will zwar das Richtige tun, aber sie fühlt sich zwischen den beiden Männern hin- und hergerissen.
Das Training der südkoreanischen Piloten macht Fortschritte, was vom Reporter Dixon aufmerksam beobachtet wird. Captain Veddors erzählt dem Reporter, dass Matt nicht mehr fliegt, weil er einen tödlichen Zusammenstoss mit einem Testpiloten verursacht habe. Matt erhält eine verschlüsselte Nachricht, in dem ein schwerer feindlicher Angriff angekündigt wird. MacIntyre informiert Matt, dass Lieutenant Kim-Sun durch die Krankheit seiner Schwester nicht flugfähig ist. Doch Matt braucht jeden Mann, Kim-Sun stirbt bei dem Absturz seiner Maschine. Die Piloten machen daraufhin Matt schwere Vorwürfe. MacIntyre hegt den Verdacht, die Maschine des Piloten sei sabotiert worden.
Colonel Schuller ordnet die Evakuierung aller Amerikaner an und befiehlt Matt, die südkoreanischen Piloten zum aktiven Dienst abzustellen. Stephen bleibt in Kungju, um dort weiterzuarbeiten, Donna verlässt die Basis mit einem Konvoi. Der Konvoi wird von zwei Panzern angegriffen. Colonel Conners warnt Matt, dass keine Luftunterstützung für den Konvoi möglich ist. Doch durch die UNO-Sanktion sei eine Intervention von US-Infanterie möglich. Matt bleibt mit Veddors und MacIntyre auf der Basis.
Bald kommt die Nachricht über die Invasion Südkoreas. Captain Warnowski und sein Infanterie-Bataillon erreichen Kungju. Durch schwere Panzerangriffe sind von den ursprünglichen 400 Mann nur noch 30 übriggeblieben. Die Infanteristen haben den verwundeten Captain Wyler aufgefunden und mitgenommen. Wyler war der Fahrer des Trucks, auf dem Donna mitgefahren ist. Bevor er stirbt, kann er Matt von der erfolgreichen Flucht Donnas erzählen. Die feindlichen Angriffe werden immer schwerer, nordkoreanische Flugzeuge beschädigen das Flugfeld. Matt und Warnowski beschließen den Rückzug. Südkoreaner identifizieren eine alte Frau als Spionin, die über Funk Informationen über die Basis an die Feinde übermittelt hat und richten sie hin.
Matt und seine verbliebene Truppe geraten unter schweres Feuer. Matt wird am Arm verwundet, Veddors getötet. In dem Dorf Chungtu erreichen sie das Rot-Kreuz-Hospital, das auch Donna bald erreicht. Dort erfährt sie, dass Stephen bei den Kämpfen getötet wurde. Die feindlichen Panzer stoßen nach und zwingen die Überlebenden zum weiteren Rückzug. Erst als US-Flugzeuge die anrollenden Panzer angreifen und stoppen, können Matt, Donna und der Rest des Konvois entkommen.

## Kritiken
Das Lexikon des internationalen Films beschreibt den Film als „ein für diese Epoche typischer Kriegsfilm mit der Tendenz, den Durchschnittsamerikaner für den Einsatz im Fernen Osten zu motivieren. Handwerklich gut gemachte, semidokumentarische Luftkampfsequenzen.“

## Hintergrund
Das Leben des militärischen Beraters des Films, Colonel Dean Hess, wurde drei Jahre später von Douglas Sirk unter dem Titel Battle Hymn (dt.:Der Engel mit den blutigen Flügeln) verfilmt. Rock Hudson spielte darin den US-Piloten und späteren Politiker.
Laut dem Hollywood Reporter soll die Produktion der Allied Artists 300.000 US-Dollar gekostet und 700.000 US-Dollar eingespielt haben.
Vor seiner Karriere als Schauspieler war Bruce Bennett ein bekannter und erfolgreicher Leichtathlet. Unter seinem Geburtsnamen Herman Brix gewann er bei den Olympischen Spielen 1928 die Silbermedaille im Kugelstoßen. 1931 begann er als Schauspieler zu arbeiten, wobei er insbesondere als Tarzandarsteller bekannt wurde. Insgesamt wirkte er in mehr als 140 Filmen mit. Seinen Künstlernamen Bruce Bennett legte er sich zu, um nicht mit dem österreichischen Schauspieler Hermann Brix verwechselt zu werden.
Der bekannte Schauspieler James Hong machte mit einer im Abspann ungenannten Rolle als südkoreanischer Trainingspilot sein Filmdebüt.